# Molybdénite
La molybdénite est une espèce minérale formée de disulfure de molybdène de formule MoS2 avec des traces de rhodium, rhénium, argent, or et sélénium. Elle est dimorphe de la jordisite pour les deux polytypes.

## Historique de la description et appellations

### Inventeur et étymologie
- Molybdénite-2H (polytype commun) : décrit par Scheele, en 1778. Le nom dérive du grec Molybdos qui désignait le plomb. Ce terme générique était commun à de nombreux minéraux d'éclat métallique pouvant contenir du plomb, du graphite ou de l'antimoine.
- Molybdénite-3R (polytype rare) : décrit par Trail en 1963, à partir d'échantillons de Mine Con, Yellowknife (Territoires du Nord-Ouest, Canada). Les échantillons type sont, pour ce polytype, conservés au Canadian Geological Survey, Ottawa, Canada, no 12112.

## Caractéristiques physico-chimiques

### Variété et mélange
Variétés
- Fémolite : variété de molybdénite riche en fer de formule (Mo,Fe)S2[4].
- Rhénium-molybdénite (ou Rhenian Molybdenite)[5] : variété de molybdénite riche en rhénium de formule (Mo,Re)S2 décrite par  Galbraith  en 1947 sur des échantillons de Childs-Adwinkle Mine Bunker Hill District (Copper Creek District), Comté de Pinal (Arizona, États-Unis) et trouvée depuis au Maroc à Bou Azzer [6].

Mélange
- Muchuanite : mélange de molybdénite et de jordisite [7].

### Cristallochimie
La molybdénite est le chef de file d'un groupe de minéraux isostructuraux qui porte son nom :
Groupe de la Molybdénite
- Drysdallite (en) Mo(Se,S)2
- Jordisite MoS2
- Molybdénite (-2H,-3R) MoS2
- Tungsténite (-2H,-3R) WS2

### Cristallographie

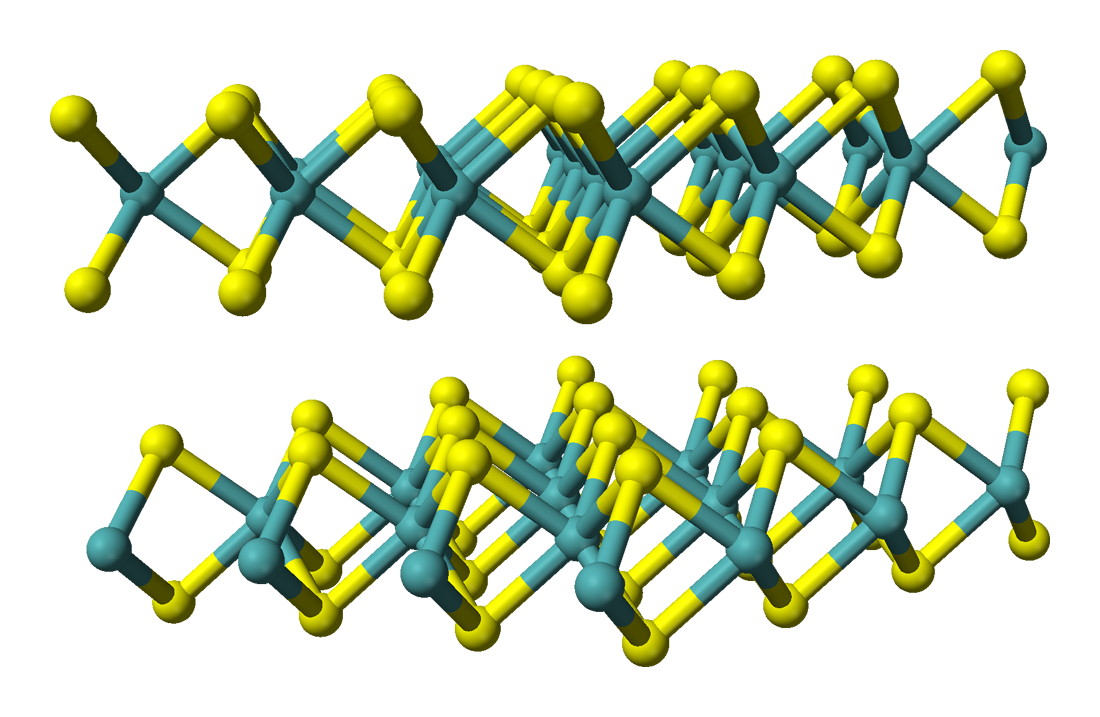
Structure cristalline du bisulfure de molybdène MoS_{2}.
Le molybdène est en bleu-vert,
le soufre en jaune.

- Paramètres de la maille conventionnelle :

a = 3,16 ; c = 12,3 ; Z = 2 ; V = 106,37 ;
- Densité calculée : 5,00.

La molybdénite existe en deux polytypes :
- MoS2-2H, hexagonal, groupe d'espace P63/mmc ;
- MoS2-3R, trigonal à réseau rhomboédrique, groupe d'espace R 3m.

Environ 80 % des molybdénites naturelles sont 2H. Le molybdène a une coordination trigonale prismatique.
La liaison intra-couche est essentiellement covalente tandis que l'inter-couche est normalement considérée comme de type Van der Waals, ce qui explique le clivage facile et la faible dureté : 1-1½. La couleur est gris-graphite.
Plusieurs métaux peuvent remplacer le molybdène en faible proportion : niobium, bismuth, fer, cuivre, argent, plomb, magnésium.
Par rapport aux autres sulfures, la molybdénite est un conducteur relativement médiocre, avec une résistivité supérieure à 10−3 Ohm·m ; la résistivité est très anisotrope à cause de la structure en couches.
Les cristaux de molybdénite sont lamellaires {00.1}, flexibles et clivables dans ces plans ; ils ressemblent à des couches de papier d'aluminium. La molybdénite est le minéral de molybdène le plus important, utilisé comme lubrifiant solide (comme le graphite).
La tungsténite, WS2, est isostructurelle avec la molybdénite et parfois les deux sulfures se trouvent associés.

### Propriétés physiques
En 2011, des chercheurs de l’École Polytechnique Fédérale de Lausanne ont montré que la molybdénite se comporte comme un semi-conducteur. Elle pourrait être utilisée, dans l’avenir, dans la microélectronique afin de remplacer le silicium.

## Gîtes et gisements

### Gîtologie et minéraux associés
Sa genèse est pneumatolytique, mais elle peut aussi se présenter comme minéral accessoire des roches magmatiques.
La molybdénite se concentre dans les veines de quartz associée avec des sulfures de fer et de nickel : scheelite, fluorine et topaze. Elle peut se rencontrer dans certaines météorites.

### Gisements producteurs de spécimens remarquables
- Allemagne

Revier Breitenbrunn (Monts Métallifères, Saxe) 
- Belgique

Herzogenhügel (Hertogenwald ; carrière de la Helle), Ternell, Eupen (Province de Liège)
- Canada

Moly Hill mine, Rivière-Héva, Preissac, La Vallée-de-l'Or, La Motte (Comté d'Abitibi, Québec)
- France

Anglade (Gironde) ; Salau, Seix (Ariège)
Mine des Montmins (Échassières), Ébreuil (Allier)
Mine de Montbelleux, Luitré, (Ille-et-Vilaine)
Carrière de Madec, La Clarté, Perros-Guirec, Lannion (Côtes-d'Armor) 

## Exploitation des gisements
Le minerai de molybdène peut être utilisé comme élément d'alliage pour les aciers. La molybdénite est aussi utilisée comme additif dans les lubrifiants.